# Jardín Company Path
El Jardín Company Path (en inglés: Company Path Garden) es un pequeño jardín en el lado oeste de la Avenida de la República ( Avenue of the Republic ), en Georgetown, la capital del país sudamericano de Guyana, entre las calles Church y North . Durante la época colonial , "Company Path" fue el nombre dado a un camino utilizado por la clase propietaria como un camino de acceso desde el río hasta sus tierras . La company path, en este caso, se extendió desde el lado del río Demerara a lo largo del camino por el que el Banco de Guyana fue construido y hacia el este más allá de la avenida de la República.
En 1870, la entrada de la antigua catedral anglicana (de San Jorge), junto con toda la anchura del Company Path, fue entregado al Consejo Mayor y Ciudad por el Gobierno. En 1908 parte de la tierra fue cerrada por una barandilla de hierro y plantada como un jardín - "Company Path". Ahora es el sitio donde esta el monumento de Países No Alineados.